# التشويش الثقافي

لوحة إعلانات ساخرة في شوريديتش لندن، صورة في سبتمبر ٢٠١٧

التشويش الثقافي (بالانجليزية:Culture Jamming) شكل من أشكال الاحتجاج يستخدمه العديد من الحركات الاجتماعية المناهضة للاستهلاك وتعطيل أو تقويض ثقافة الإعلام ومؤسساتها الثقافية السائدة، بما في ذلك الإعلانات المؤسسية.إنها تحاول "كشف أساليب الهيمنة" التي يتبعها المجتمع الجماهيري.
يستخدم التشويش الثقافي تقنيات مرتبطة في الأصل بالمنظمة الدولية للرسائل، ثم المنظمة الدولية للمواقف المعروفة باسم "التحول".كما إنها تستخدم لغة وبلاغة الثقافة السائدة لانتقاد المؤسسات الاجتماعية التي تنتج تلك الثقافة بشكل تخريبي. تتضمن التكتيكات تعديل شعارات الشركات لانتقادها أو المنتجات أو المفاهيم التي تمثلها، أو إرتداء أزياء تنتقد اتجاهات الموضة الحالية من خلال التصادم معها عمدًا. غالبًا ما يستلزم التشويش الثقافي استخدام وسائل الإعلام الجماهيرية لإنتاج تعليقات ساخرة أو هجائية حولها، وعادةً ما يتم ذلك باستخدام طريقة الاتصال الخاصة بالوسيلة الأصلية.التشويش الثقافي يعتبر أيضًا نوعًا من الإعلان الفرعي.
يهدف التشويش الثقافي إلى تسليط الضوء على الافتراضات السياسية التي تقوم عليها الثقافة التجارية وتحديها، ويزعم داعمينها أن التشويش الثقافي هو استجابة للتوافق المفروض اجتماعيًا.تشمل الأمثلة البارزة للتشويش الثقافي تزوير الإعلانات على لوحات الإعلانات من قبل جبهة تحرير اللوحات الإعلانية والفنانين المعاصرين مثل رون إنجلش.التشويش الثقافي ربما يتضمن الحفلات والاحتجاجات في الشوارع في حين يركز التشويش الثقافي عادة على تقويض أو انتقاد الرسائل السياسية والإعلانية، يركز بعض المؤيدين على شكل مختلف يجمع الفنانين والمصممين والعلماء والناشطين  لإنشاء أعمال تتجاوز الوضع الراهن بدلاً من مجرد انتقاده.  